# Mantella betsileo
Mantella betsileo (Grandidier, 1872) è una rana della famiglia Mantellidae, endemica del Madagascar.

## Distribuzione e habitat
Mantella betsileo è ampiamente distribuita nel Madagascar occidentale e sud-occidentale ed è stata recentemente segnalata anche nella regione degli altipiani centrali, nell'Isalo e nei pressi di Antsirabe. Ha un range altitudinale che va dal livello del mare sino a 900 m di altitudine.
Si trova in una varietà di habitat, dalla foresta decidua secca alla savana, includendo aree relativamente degradate.

## Conservazione
È una specie abbastanza comune, che si trova all'interno di molte aree naturali protette in Madagascar.
La specie è inserita nella Appendice II della Convention on International Trade of Endangered Species (CITES).